# Kelly Johnson (baseball)
Pour les articles homonymes, voir Kelly Johnson.
Kelly Andrew Johnson (né le 22 février 1982 à Austin, Texas, États-Unis) est un joueur d'utilité des Braves d'Atlanta de la Ligue majeure de baseball. À la base un joueur de deuxième but, Johnson peut évoluer à plusieurs positions sur le terrain, tant à l'avant-champ qu'au champ extérieur.

## Carrière

### Braves d'Atlanta

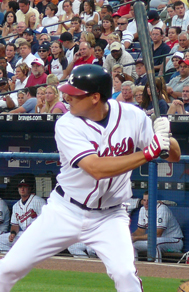
Johnson en 2007 avec Atlanta.

Après des études secondaires à la Westwood High School d'Austin (Texas), Kelly Johnson est repêché le 5 juin 2000 par les Braves d'Atlanta au premier tour de sélection (38e choix). Il perçoit un bonus de 790 000 dollars à la signature de son premier contrat professionnel le 12 juin 2000. 
Johnson passe cinq saisons en Ligues mineures avant d'effectuer ses débuts en Ligue majeure le 29 mai 2005. Il manque la totalité de la saison 2006 sur blessure, à la suite d'une opération de type Tommy John.
En 2008, Johnson réussit une série de 22 matchs consécutifs avec au moins au coup sûr en septembre. Malgré cette belle fin de saison, il perd sa place de titulaire en 2009 et doit partager le deuxième but avec Omar Infante. Johnson se contente d'évoluer principalement comme frappeur suppléant en deuxième partie de saison.

### Diamondbacks de l'Arizona
Devenu agent libre après la saison 2009, Johnson s'engage pour une saison chez les Diamondbacks de l'Arizona le 30 décembre 2009.
Johnson connaît d'excellents débuts avec les Diamondbacks et est élu meilleur joueur du mois d'avril 2010 dans la Ligue nationale de baseball. Au cours du premier mois de la saison, il maintient une moyenne au bâton de ,313 avec 18 points produits. En seulement 22 parties, il réussit neuf coups de circuit, soit un de plus que son total en 106 parties au cours de la saison précédente avec Atlanta.

### Blue Jays de Toronto

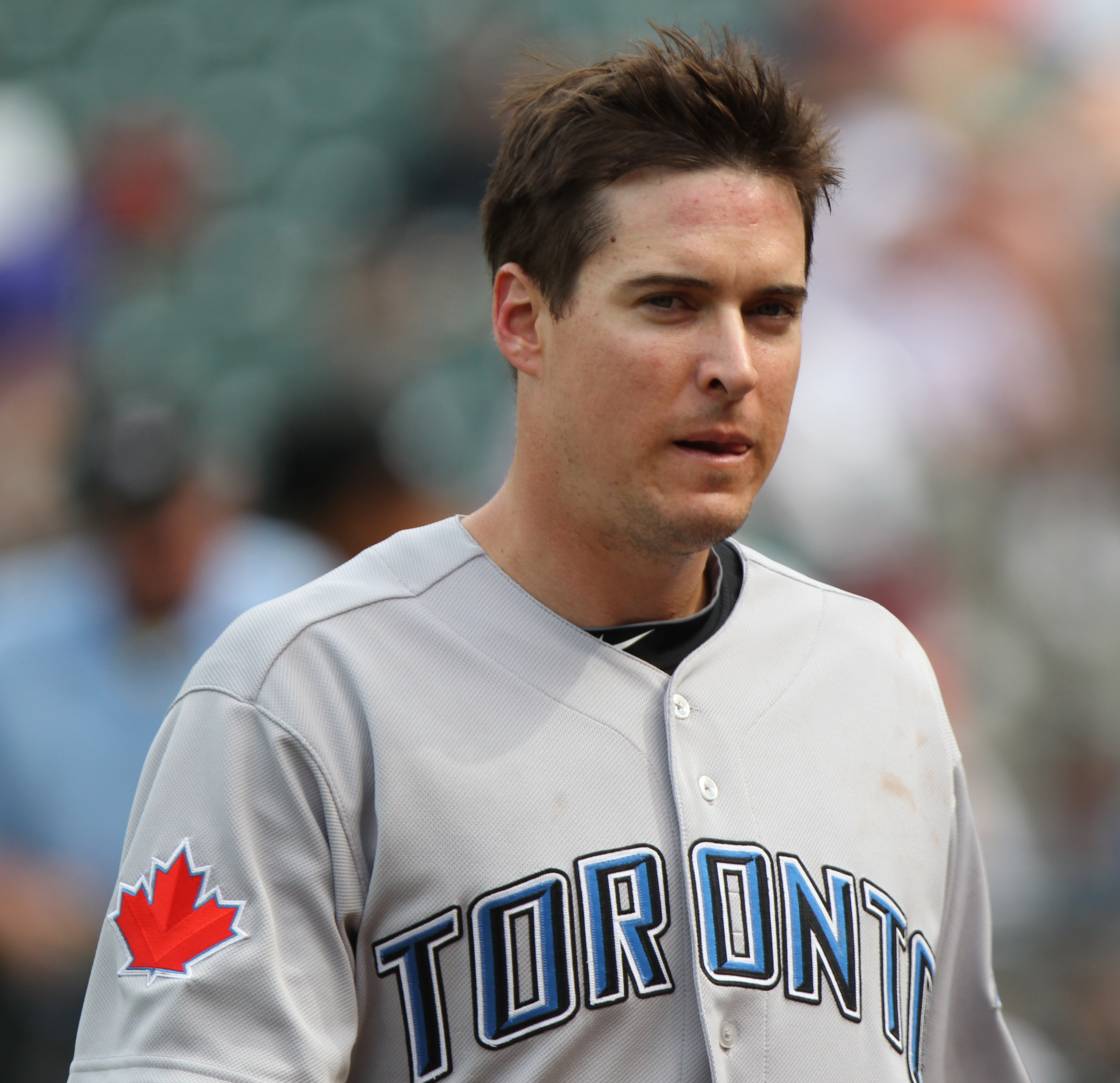
Johnson en 2011 avec les Blue Jays.

Le 23 août 2011, les Diamondbacks échangent Johnson aux Blue Jays de Toronto en retour du joueur de deuxième but Aaron Hill et le joueur de champ intérieur John McDonald. Il frappe à ce moment pour ,209 seulement en 114 parties, mais avec 18 coups de circuit. Il maintient une moyenne de ,270 en 33 parties pour Toronto et complète 2011 avec une moyenne au bâton de ,222 avec 21 circuits et 58 points produits.
En 2012, Johnson claque 16 circuits et produit 55 points en 142 matchs pour les Blue Jays.

### Rays de Tampa Bay
Il rejoint les Rays de Tampa Bay le 5 février 2013. Il est surtout aligné comme voltigeur de gauche par l'équipe en 2013. En 118 matchs joués pour les Rays, il frappe 16 circuits, récolte 52 points produits, vole 7 buts et maintient une moyenne au bâton de ,235. Dans les séries éliminatoires, il obtient 3 passages au bâton dans la Série de division qui oppose les Rays aux Red Sox de Boston et réussit un triple.

### Yankees de New York

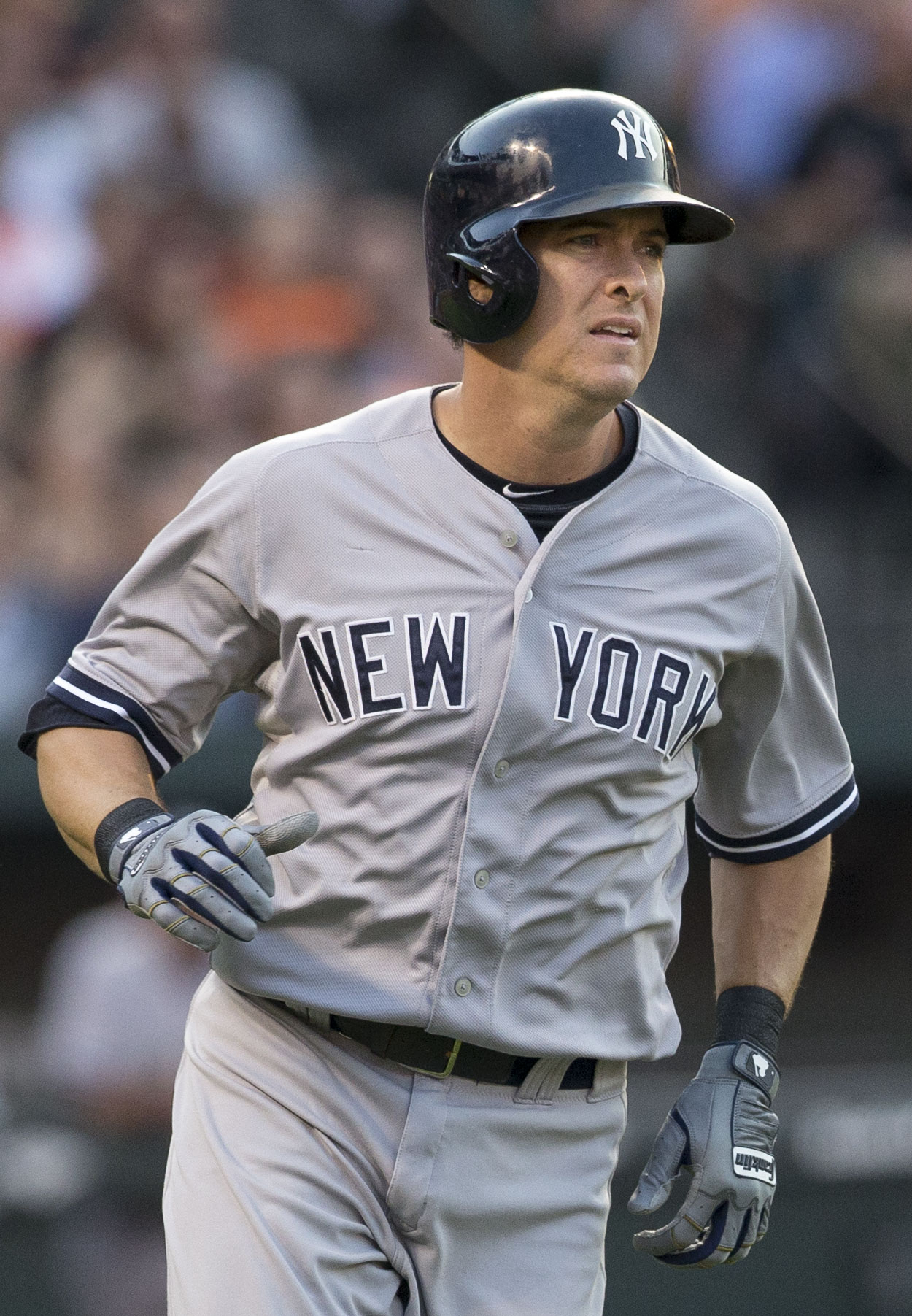
Kelly Johnson chez les Yankees en 2014.

Devenu agent libre après une saison à Tampa Bay, Johnson signe le 6 décembre 2013 un contrat d'un an avec les Yankees de New York. Il a la lourde tâche de chausser les souliers d'Alex Rodriguez, joueur de troisième but étoile suspendu par la ligue. En 77 parties jouées pour New York en 2014, Johnson frappe dans une faible moyenne au bâton de ,219 avec 6 circuits et 22 points produits. Il partage son temps entre le troisième et le premier but, en remplacement de Mark Teixeira à cette dernière position.

### Red Sox de Boston
Le 31 juillet 2014, les Yankees échangent Johnson aux Red Sox de Boston contre l'arrêt-court Stephen Drew. Il s'agit du premier échange de joueurs entre les deux plus célèbres rivaux du baseball depuis l'été 1997.

### Orioles de Baltimore
Après un bref séjour chez les Red Sox, Johnson est le 30 août 2014 échangé aux Orioles de Baltimore en compagnie du joueur de champ intérieur des ligues mineures Michael Almanzar. Boston reçoit en retour les joueurs d'avant-champ Jemile Weeks et Iván DeJesús, Jr..

### Retour à Atlanta

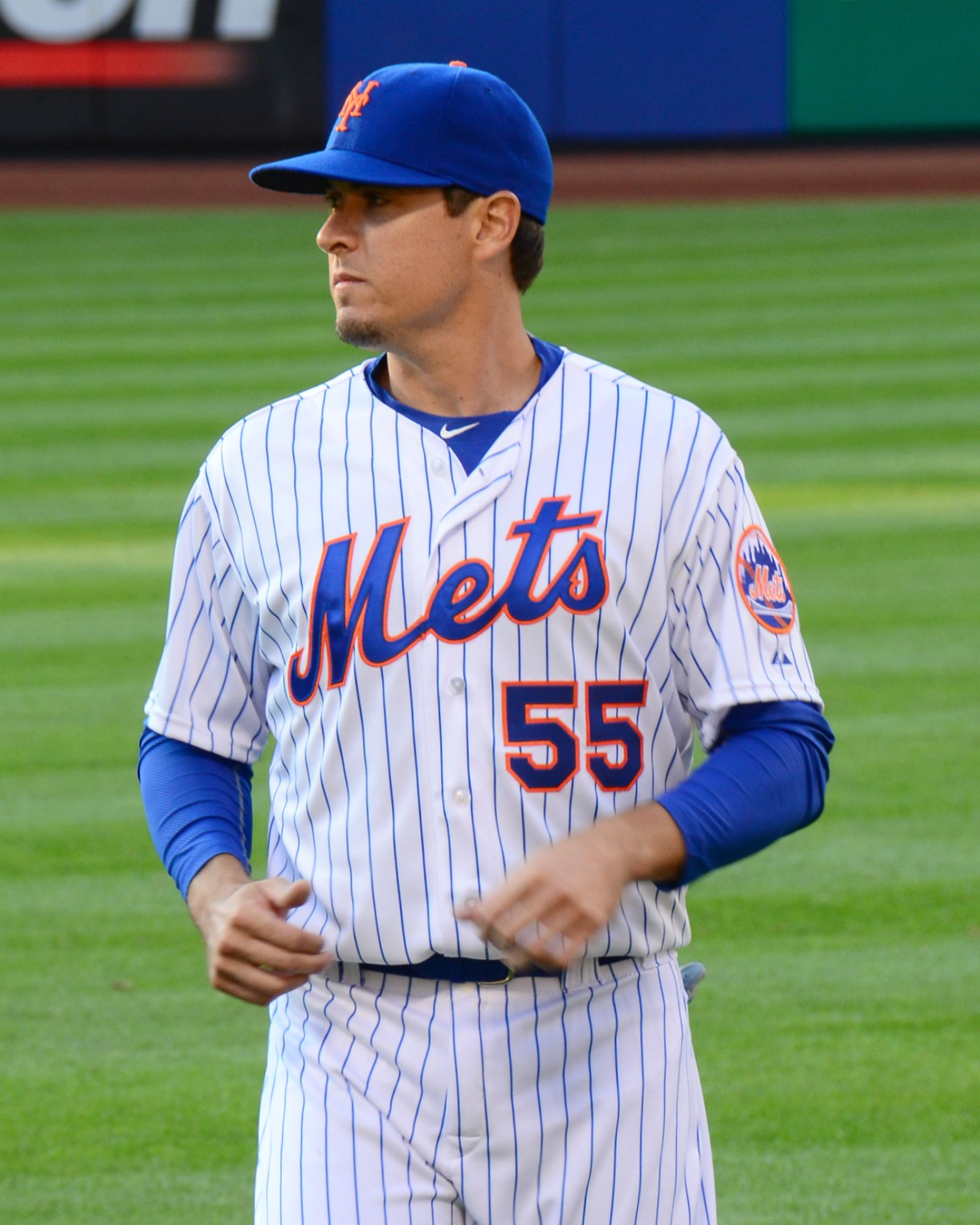
Johnson en 2015 avec les Mets de New York.

Johnson amorce la saison 2015 avec son ancienne équipe, les Braves d'Atlanta. 
En 62 matchs des Braves, il maintient une moyenne au bâton de ,275 avec 9 circuits.

### Mets de New York
Le 24 juillet 2015, Atlanta échange Kelly Johnson et le joueur de troisième but Juan Uribe aux Mets de New York en retour de deux lanceurs droitiers des ligues mineures, John Gant et Rob Whalen.
Il sert de frappeur désigné aux Mets lors du premier match de la Série mondiale 2015 disputé sur le terrain des champions de la Ligue américaine.

### Troisième séjour à Atlanta
Johnson revient pour un troisième séjour à Atlanta. Il accepte le 8 janvier 2016 un contrat d'un an pour deux millions de dollars avec les Braves.

## Statistiques
En saison régulière
| Statistiques de frappeur |         |     |      |     |     |     |    |    |     |    |       |
| Saison                   | Équipe  | G   | AB   | R   | H   | 2B  | 3B | HR | RBI | SB | BA    |
| 2005                     | Atlanta | 87  | 290  | 46  | 70  | 12  | 3  | 9  | 40  | 2  | 0,241 |
| 2007                     | Atlanta | 147 | 521  | 91  | 144 | 26  | 10 | 16 | 68  | 9  | 0,276 |
| 2008                     | Atlanta | 150 | 547  | 86  | 157 | 39  | 6  | 12 | 69  | 11 | 0,287 |
| 2009                     | Atlanta | 106 | 303  | 47  | 68  | 20  | 3  | 8  | 29  | 7  | 0,224 |
| 2010¹                    | Arizona | 21  | 75   | 17  | 24  | 8   | 0  | 9  | 18  | 0  | 0,320 |
| Totaux                   | Totaux  | 511 | 1736 | 287 | 463 | 105 | 22 | 54 | 224 | 29 | 0,267 |

- ¹: au 29 avril 2010

En séries éliminatoires
| Statistiques de frappeur |         |   |    |   |   |    |    |    |     |    |       |
| Saison                   | Équipe  | G | AB | R | H | 2B | 3B | HR | RBI | SB | BA    |
| 2005                     | Atlanta | 4 | 2  | 0 | 0 | 0  | 0  | 0  | 0   | 0  | 0,000 |
| Totaux                   | Totaux  | 4 | 2  | 0 | 0 | 0  | 0  | 0  | 0   | 0  | 0,000 |

Note: G = Matches joués; AB = Passages au bâton; R = Points; H = Coups sûrs; 2B = Doubles; 
3B = Triples; HR = Coup de circuit; RBI = Points produits; SB = buts volés; BA = Moyenne au bâton 